# Horst Langer (Architekt)
Horst Langer (* 1926; † 2008) war ein deutscher Architekt.

## Leben
Der zur Zeit der Weimarer Republik geborene Horst Langer erwarb den Titel eines Dipl.-Ing. und gründete in der Nachkriegszeit als freischaffender Architekt in Hannover gemeinsam mit seinem Partner Andreas Friess das Büro Langer und Friess.
Langer hatte eine rund 200 Buchtitel umfassende Privatbibliothek zu den Themen Baukunst, Städtebau und Architektur aufgebaut, die nach seinem Wunsch posthum an einen Personenkreis weitergegeben werden sollte, „der eine fachliche Verwendung gewährleistet“. Aus dem Nachlass Langers übereignete die Witwe Mitte Dezember 2009 die Buchsammlung ihres Ehemannes an die Fakultät Bauwesen der HAWK Hochschule für angewandte Wissenschaft und Kunst Hildesheim/Holzminden/Göttingen in Anwesenheit des dort lehrenden Professors Alfred Breukelman, der die Buchsammlung den Mitarbeitern und Studierenden des Institutes mittels einem „angemessenen Ort“ zur Verfügung zu stellen versprach.

## Bauten (Auswahl)

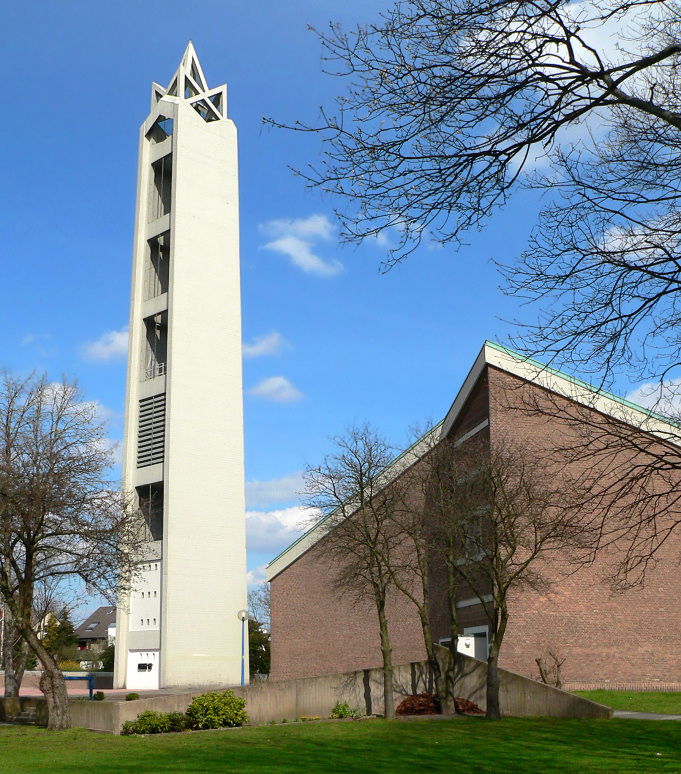
Die 1964 eingeweihte Auferstehungskirche in Hannover-Döhren

- 1963, mit Andreas Friess: Sankt-Christophorus-Kirche, Hannover, Moosbergstraße 4[2]
- 1964, mit Andreas Friess: Auferstehungskirche in Hannover[3]